# Ситник (деревня)
Ситник, ранее Ситники (бел. Сітнік, Сітнікі) — деревня в Червенском районе Минской области Беларуси. Входит в состав Руднянского сельсовета.

## География и природа
Расположена в 15 километрах к северу от Червеня, в 77 км от Минска, в 30 км от железнодорожной станции Смолевичи линии Минск—Орша. В зимнее время дорога до деревни может сильно заметаться снегом и часто не расчищается, что затрудняет сообщение с деревней.
В южной части деревни есть небольшой пруд, являющийся местом рыбалки среди сельчан и дачников. К востоку от деревни расположен лес, где в сезон произрастают грибы, например, боровики и опята.

## История
По письменным источникам известна с XIX века. По свидетельствам старожилов, деревня образовалась в результате покупки земли у местного пана. Тогда территория вокруг деревни была покрыта лесами, которые раскорчёвывались вручную, освободившасяс территория стала использоваться в сельскохозяйственных целях. На 1885 год урочище, входившее в состав Гребёнской волости Игуменского уезда Минской губернии. Согласно переписи населения Российской империи 1897 года околица, где было 3 двора, проживали 34 человека. В начале XX века урочище, где насчитывалось 12 дворов и 77 жителей. На 1917 год здесь было 10 дворов и 73 жителя. С февраля по декабрь 1918 года была оккупирована немцами, с августа 1919 по июль 1920 — поляками. 20 августа 1924 года деревня Ситники вошла в состав вновь образованного Домовицкого сельсовета Червенского района Минского округа (с 20 февраля 1938 — Минской области). Согласно переписи населения СССР 1926 года здесь было 20 дворов, где проживали 136 человек. В 1930-е годы в деревне была проведена коллективизация. В эти годы были репрессированы 9 жителей деревни, в том числе четверо крестьян-единоличников, двое из которых были расстреляны, другие двое приговорены к высылке на север и к 5 годам исправительно-трудовых лагерей (реабилитированы в 1960 году), и пятеро колхозников колхоза имени Ворошилова, приговорённые к 10 годам лагерей каждый (реабилитированы в 1989 году). Во время Великой Отечественной войны деревня была оккупирована немецко-фашистскими захватчиками в начале июля 1941 года. 28 июля Военным трибуналом Московско-Киевской железной дороги был приговорён к 10 годам лагерей военнослужащий из Ситников, в 1947 году реабилитированный. За что был вынесен приговор — не установлено. 7 жителей деревни не вернулись с фронта. Освобождена в начале июля 1944 года. 25 июля 1959 года в связи с упразднением Домовицкого сельсовета передана в Руднянский сельсовет. На 1960 год население деревни составило 144 человека. В 1980-е годы она относилась к экспериментальной базе «Новые Зеленки». На 1997 год здесь было 20 домов и 33 жителя. На 2013 год 8 круглогодично жилых домов, 8 постоянных жителей. Среди жителей деревни преобладают пенсионеры, однако есть и один школьник. Многие деревенские дома используются как дачи.

## Народные традиции
Во многих деревенских домах на забитый в стене гвоздь вешается сразу по несколько пар ножниц. Местные связывают эту особенность исключительно с бытовой практичностью.

## Население
- 1897 — 3 двора, 34 жителя
- 1908 — 12 дворов, 77 жителей
- 1917 — 10 дворов, 73 жителя
- 1926 — 20 дворов, 136 жителей
- 1960 — 144 жителя
- 1997 — 20 дворов, 33 жителя
- 2013 — 8 дворов, 8 жителей